# Marga alpejska
Marga alpejska (Quedius alpestris) – gatunek chrząszcza z rodziny kusakowatych i podrodziny kusaków.

## Taksonomia
Gatunek ten wprowadzony został do literatury w 1834 roku przez Oswalda Heera pod nazwą Staphylinus (Philonthus) aeneipennis. Stanowi ona jednak nomen nudum. Pierwszego poprawnego opisu dokonał w 1839 roku Heer pod nazwą Philonthus alpestris. Jako miejsce typowe wskazano Mühlebach w Alpach.

## Morfologia
Chrząszcz o wydłużonym ciele długości od 4,5 do 5 mm. Głowa jest owalna, czarna z brunatnożółtymi czułkami i głaszczkami. Wyposażona jest w wielokrotnie dłuższe od skroni, zajmujące niemal całe jej boczne powierzchnie oczy. Czułki mają człon pierwszy krótszy niż dwa następne razem wzięte. Na czole znajdują się po dwa punkty przednie i tylne; brak jest punktów dodatkowych między przednimi. Przedplecze jest wypukłe, jednobarwne, czarne ze słabym połyskiem brązowym. Na powierzchni czarnej tarczki brak jest punktowania. Pokrywy są czarne ze stosunkowo mocnym połyskiem brązowym, mierzone wzdłuż szwu krótsze lub równe długością przedpleczu. Między punktami na ich powierzchni brak jest mikrorzeźby. Odnóża są czerwonobrunatne z przyczernionymi goleniami środkowej i tylnej pary oraz udami pary ostatniej. Odwłok jest czarny i ma tergity wyłącznie czarno owłosione, bez kępek jasnych włosków w sąsiedztwie ich bocznych krawędzi. 

## Ekologia i występowanie
Owad górski, zamieszkujący piętro subalpejskie i alpejskie. Bytuje na wysokogórskich murawach, w ściółce, pod kamieniami, opadłymi liśćmi, wilgotnymi mchami, porostami, w szczelinach skalnych i wśród rumoszu.
Gatunek palearktyczny, europejski, znany z Francji, Niemiec, Szwajcarii, Austrii, północnych Włoch, Słowenii, Polski, Czech, Słowacji i Ukrainy. Zasięgiem obejmuje Alpy, Sudety i Karpaty. W Polsce stwierdzono go w Karkonoszach, Masywie Śnieżnika, na Babiej Górze, w Tatrach i Bieszczadach; doniesienie o jego występowaniu na Wyżynie Krakowsko-Częstochowskej uznaje się za błędne. 